# Atherstone on Stour
Atherstone on Stour is een civil parish in het bestuurlijke gebied Stratford-on-Avon, in het Engelse graafschap Warwickshire met 59 inwoners.